# Nehe
Nehe (讷河 ; pinyin : Nēhé) est une ville de la province du Heilongjiang en Chine. C'est une ville-district placée sous la juridiction de la ville-préfecture de Qiqihar.

## Démographie
La population du district était de 710 648 habitants en 1999.